# قاتپاغان
قاتپاغان (انگلیسی: Katpagan) یک دریاچه در استان قوستانای کشور قزاقستان است.